# Musica per i reali fuochi d'artificio
La musica per i reali fuochi d'artificio (inglese originale: Royal Fireworks Music) HWV 351 è una suite orchestrale composta da Georg Friedrich Händel nel 1749 su commissione di Giorgio II di Gran Bretagna.

## Storia
Il pretesto per la composizione di questo lavoro fu la firma del trattato di Aquisgrana del 18 ottobre 1748, che mise fine alla guerra di successione austriaca. Il re non badò a spese e volle che si celebrasse l'avvenimento con grandi festeggiamenti e fuochi d'artificio, questi ultimi prodotti da una gigantesca struttura in legno, detta machine (inglese: macchina), costruita dallo scenografo teatrale Giovanni Niccolò Servandoni. I fuochi d'artificio vennero allestiti da Thomas Desguliers. La macchina per i fuochi, lunga 124 metri e alta 34, venne completata solo il 26 aprile 1749, alla vigilia del giorno previsto per i festeggiamenti. Per i musicisti si costruì, dentro di essa, una speciale pedana sopraelevata.
La musica era stata eseguita pubblicamente sei giorni prima, il 21 aprile 1749, in occasione di una prova generale ai Giardini Vauxhall. Più di dodicimila persone si precipitarono ad ascoltarla, causando un ingorgo di carrozze di tre ore. La prima esecuzione ufficiale, avvenuta nel Green Park di Londra il 27 aprile 1749, fu costellata di incidenti: quel giorno piovve e una parte della macchina, anziché azionarsi, prese fuoco e crollò al suolo, provocando la morte di tre persone.
Quando l'opera venne pubblicata, Händel avrebbe voluto presentare il lavoro come un'ouverture, ma la Corona diede il titolo di Musica per i reali fuochi d'artificio come propaganda in favore di un trattato altrimenti impopolare.

## Musica e strumentazione
L'opera inizia con un'ouverture in stile francese e include una bourrée e due minuetti. La composizione è suddivisa in cinque movimenti:
- Ouverture: Adagio, Allegro, Lentement, Allegro.
- Bourrée.
- La Paix: Largo alla siciliana.
- La Réjouissance: Allegro.
- Minuetto I e II.

La musica è composta per un'orchestra di fiati formata da 24 oboi, 12 fagotti (ed un controfagotto), 9 trombe, 9 corni francesi, sei timpani e un numero imprecisato di tamburi. Händel stesso specificò il numero di strumenti per ogni parte. Nell'ouverture ci sono tre musicisti assegnati a ciascuna delle tre parti della tromba, i 24 oboi sono divisi in 12, 8 e 4, mentre i 12 fagotti sono divisi in 8 e 4. I tamburi suonarono i brani La Réjouissance e il secondo minuetto, ma molto probabilmente suonarono anche nell'ouverture. Successivamente, la composizione venne modificata da Händel includendo anche strumenti a corda: ai violini vennero assegnate le parti degli oboi, a violoncelli e contrabbassi quelle dei fagotti e alle viole una parte del basso.
L'orchestra suona al completo tutti i movimenti tranne la Bourrée e il primo minuetto, che sono invece interpretati solo da oboi e fagotti.

## Esecuzioni
La Musica sull'acqua, sempre di Händel, è spesso associata alla Musica per i reali fuochi d'artificio, in quanto entrambe scritte per essere eseguite all'aperto. Insieme, queste opere costituiscono le composizioni orchestrali più famose di Händel. La musica per i reali fuochi d'artificio è stata eseguita, il 1º giugno 2002 presso i giardini di Buckingham Palace, in occasione del 50º anniversario di regno della regina Elisabetta II, esecuzione naturalmente accompagnata da fuochi d'artificio.

## Discografia
- Mus. sull'acqua n. 1-3/Mus. per i fuochi d'artificio, Pinnock/English Concert - 1983 Archiv Produktion
- Mus. sull'acqua/Fuochi/Conc. op. 6/6, Münchinger/Stuttgart CO - Decca
- Mus. sull'acqua/Fuochi/Conc. 2 cori, Hogwood/AAM - L'Oiseau-Lyre
- Mus. sull'acqua/Mus. fuochi, Kubelik/BPO - Deutsche Grammophon
- Mus. sull'acqua/Mus. fuochi d'artificio, Gardiner/English Baroque Sol. - 1983 Decca